# Božena Hauserová
Božena Hauserová (22. dubna 1914 Brno – 16. srpna 2009 Washington, D.C.), známá jako Barbara Lauwersová, byla česko-americká vojákyně a první Češka sloužící v americké armádě. V rámci Ženského armádního sboru (Womens Army Corps) dosáhla hodnosti desátníka a během druhé světové války pracovala v ústředí Úřadu pro strategické služby (OSS). Získala bronzovou hvězdu, vyznamenání udělované příslušníkům ozbrojených sil Spojených států za hrdinské úspěchy a služby v bojové zóně. V rámci americké zpravodajské služby OSS se podílela na operaci Sauerkraut, jedné z nejúspěšnějších akcí psychologické války. Ministerstvo zahraničí České republiky ocenilo její působení během druhé světové války cenou Významná česká žena ve světě.

## Životopis

### Mládí
Božena Hauserová se narodila 22. dubna 1914 v Brně do rodiny inženýra Karla Hausera. Po studiu na gymnáziu v Brně, kde maturovala 13. června 1933, začala studovat na Právnické fakultě Masarykovy univerzity. Již během studií pracovala v advokátní kanceláři Aloise Pražáka. Po úspěšném ukončení studia 11. listopadu 1937, pokračovala jako advokátní koncipient v Pražákově firmě. Vedle právnické praxe přispívala také jako novinářka do podnikového časopisu, který vydávala zlínská firma Baťa. Ve Zlíně poznala svého budoucího manžela Američana Charlese Lauwerse, který byl tajemníkem firmy Baťa v Eindhovenu v Nizozemsku. Byli oddáni 16. března 1939 ve Zlíně po obsazení českých zemí. Brzy po svatbě v rámci pracovních povinností se manželé Lauwersovi přestěhovali do Belgického Konga. Božena Hauserová si po svatbě změnila i jméno a stala se Barbarou Lauwersovou. Charles Lauwers se po dvou letech vrátil do Spojených států amerických. Jeho manželka žila nějaký čas v Kapském Městě.

### Američanka

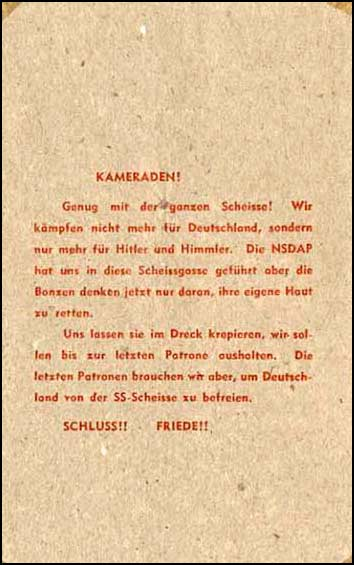
Leták pro vojáky

V roce 1941 se manželé konečně setkali v USA. Brzy po útoku na Pearl Harbor Charles Lauwers nastoupil jako poručík k americkému letectvu operujícímu v Tichém oceánu. Barbara pracoval od prosince 1941 na československém velvyslanectví ve Washingtonu, D.C. Jejím nadřízeným byl diplomat Ján Papánek, úředník československé exilové vlády.
Americké občanství získala 1. června 1943. Ve stejné době vstoupila do Womens Army Corps. Po základním školení a vzhledem k jejím výborným znalostem angličtiny, němčiny, francouzštiny a slovenštiny byla vybrána jako analytička do Úřadu pro strategické služby (OSS), předchůdce CIA. S armádou se dostala do Alžíru. V Itálii se zúčastnila výslechů válečných zajatců. V rámci americké zpravodajské služby OSS byla zodpovědná za jednu z nejúspěšnějších akcí psychologické války tzv. operaci Sauerkraut. Na základě letáků, napsaných Barbarou a distribuovaných spojeneckými bombardéry nad italskými bojišti (i rozhlasová stanice BBC odvysílala jejich znění v češtině a slovenštině), přešlo kolem šesti set vojáků frontu a vzdalo se. Za svou statečnost převzala 6. dubna 1945 v Římě vysoké americké vojenských vyznamenání – Bronze Star (Bronzovou hvězdu).
S manželem se v průběhu války odcizili. Manželství skončilo rozvodem. Po válce se Barbara Lauwersová vrátila k rodině do Československa. Ale blížící se změna politického režimu ji přiměla na počátku roku 1948 k návratu do Washingtonu. Vystřídala různá zaměstnání. Prodávala klobouky, byla zubní asistentkou, pracovala také jako moderátorka Hlasu Ameriky. Po roce 1968 pomáhala československým emigrantům. Dvacet let byla zaměstnaná v Knihovně Kongresu. Ve Vídni pracovala pobočce Fondu Spojených států pro uprchlíky. Zde se seznámila se svým druhým manželem Josephem Junoszou Podoskim, Američanem polského původu. Vzali se v roce 1954.
Barbara Lauwersová Podoskiová zemřela 16. srpna 2009 ve Washingtonu, D.C. Bylo jí devadesát pět let. Je pohřbena na Arlingtonském národním hřbitově u Washingtonu.

### Ocenění
- 1999 – Gratias Agit, ocenění ministra zahraničí ČR
- 2003 – Významná česká žena ve světě
- 21. dubna 2009 – medaile prezidenta ČR Václava Klause a plaketa vojenského přidělence ČR v USA Emila Pupiše[3]

Agentka OSS a CIA, spisovatelka Elizabeth McIntoshová věnovala ve své knize o amerických špionkách jednu kapitolu také Barbaře Lauwersové. Řekla o ní:
| „ | Patřila k nejlepším. Těžko lze najít srovnání. Třeba já takové výsledky neměla. Opravdu byla výjimečná.“ | “ |